# Paraná Clube
Der Paraná Clube ist ein brasilianischer Fußballklub aus der Stadt Curitiba im Staat Paraná. Er wurde am 19. Dezember 1989 gegründet und spielt aktuell in Brasiliens zweithöchster Spielklasse, der Série B. Der Verein wird aufgrund seiner Vereinsfarben (Rot-Weiß-Blau) auch Tricolor genannt.

## Geschichte
Der Verein entstand 1989 aus einer Fusion der beiden Klubs Esporte Clube Pinheiros und Colorado Esporte Clube. Mit seinem ersten Trainer, Rubens Minelli, startete der Klub in seine erste Saison. Sein erstes Spiel bestritt der Klub am 4. Februar 1990 gegen den Lokalrivalen Coritiba FC, das man mit 0:1 verlor.
Zwei Jahre nach der Gründung konnte der Klub seinen ersten regionalen Titel, die Staatsmeisterschaft von Paraná gewinnen. Dieser Titel sollte nicht der letzte in der Historie sein. Im Jahr darauf schaffte der Klub den Aufstieg in der ersten Liga, die Série A. Paraná hatte sich als Erster vor die Konkurrenz gesetzt und stieg also zur Saison 1993 auf. Von diesem Jahr an schaffte der Verein einen bisher einzigartigen Erfolg in der Vereinsgeschichte: Von 1993 bis 1997 gewann man fünf Mal in Folge die regionale Meisterschaft.
2006 gewann der Klub seinen siebten Titel im Campeonato Paranaense durch einen 3:0-Sieg über Associação Desportivo Atlética de Paraná.
Im Jahr 2007 nahm Paraná zum ersten Mal an der Copa Libertadores, dem südamerikanischen Gegenstück zur UEFA Champions League, teil und gelangte bis ins Achtelfinale. National erfolgte allerdings der Abstieg in die Zweitklassigkeit.

## Stadion
Der Klub trägt seine Heimspiele im Estádio Vila Capanema sowie im Estádio Vila Olimpica aus. Zudem steht mit dem Estádio Pinheirão jederzeit ein weiteres Stadion bereit.
- Estádio Vila Capanema: 20.083 Plätze
- Estádio Vila Olimpica: 18.500 Plätze

## Titel
- Staatsmeisterschaft von Paraná: 1991, 1993, 1994, 1995, 1996, 1997, 2006
- Série B: 1992, 2000

## Spieler
- Ricardinho
- Washington
- Thiago Neves
- Renaldo
- Lúcio Flávio
- Marcos
- Régis
- Saulo
- Gralak
- Maurílio

## Trainer
- Sebastião Lazaroni (1989)
- Rubens Minelli (1990, 1994, 1997)
- Otacílio Gonçalves (1991–1992, 1995–1996, 1998–1999, 2002–2003)
- Levir Culpi (1993)
- Vanderlei Luxemburgo (1995)
- Antonio Lopes (1996)
- Mário Juliato (1996)
- Claudio Duarte (1997–1998)
- Abel Braga (1999–2000)
- Eugênio Machado Souto "Geninho" (2000)
- Caio Júnior (2002, 2006)
- Cuca (2003)
- Adílson Batista (2003)
- Gilson Kleina (2004, 2006, 2007)
- Paulo Campos (2004–2005)
- Lori Sandri (2005, 2007)
- Zetti (2006–2007, 2009)
- Pintado (2007)
- Velloso (2009)
- Sergio Soares (2009)
- Roberto Cavalo (2009, 2010–2011)
- Marcelo Oliveira (2010)
- Ricardo Pinto (2011)
- Guilherme Macuglia (2011)
- Ricardinho (2012, 2014)
- Toninho Cecílio (2012–2013)
- Dado Cavalcanti (2013, 2018–19)
- Milton Mendes (2014)
- Ricardo Drubscky (2014)
- Claudinei Oliveira (2014, 2016, 2018)
- Luciano Gusso (2014)
- Nedo Xavier (2015)
- Fernando Diniz (2015)
- Marcelo Martelotte (2016)
- Roberto Fernandes (2016)
- Wagner Lopes (2017, 2018)
- Cristian de Souza (2017)
- Lisca (2017)
- Matheus Costa (2017, 2019)
- Rogério Micale (2018)
- Alan Aal (2020-)